# 利達沃
50°27′58″N 26°15′18″E / 50.46611°N 26.25500°E
利達沃（烏克蘭語：Лідаво），是烏克蘭西北部的村莊，隸屬里夫內州的里夫內區。該村面積8.5平方公里，海拔高度199米，2001年人口376，人口密度每平方公里44.2人。